# Cyrtonus mateui
Cyrtonus mateui is een keversoort uit de familie bladkevers (Chrysomelidae). De wetenschappelijke naam van de soort werd in 1954 gepubliceerd door Antonio Cobos Sánchez.